# JAC Motors
JAC Group (xinès: 江汽集团; oficialment Anhui Jianghuai Automobile Group Corp., Ltd.) és un fabricant xinès d'automòbils i vehicles comercials. L'empresa té la seu a Hefei, província d'Anhui, Xina.
L'empresa va produir unes 524.000 unitats el 2021, incloent 271.800 vehicles comercials i 252.500 vehicles de passatgers. També va vendre 16.800 BEV el desembre de 2021. Es considera un fabricant d'automòbils relativament petit, que es troba fora dels 10 principals fabricants d'automòbils xinesos en termes de cotxes venuts.